# Клінтон Тауншип (округ Батлер, Пенсільванія)
Клінтон Тауншип (англ. Clinton Township) — селище (англ. township) в США, в окрузі Батлер штату Пенсільванія. Населення — 2907 осіб (2020).

## Демографія
Згідно з переписом 2010 року, у селищі мешкали 2864 особи в 1110 домогосподарствах у складі 843 родин. Було 1171 помешкання
Расовий склад населення:
| - 98,6 % — білих - 0,2 % — корінних американців - 0,2 % — чорних або афроамериканців - 0,2 % — азіатів |

До двох чи більше рас належало 0,5 %. Частка іспаномовних становила 0,5 % від усіх жителів.
За віковим діапазоном населення розподілялося таким чином: 22,9 % — особи молодші 18 років, 64,4 % — особи у віці 18—64 років, 12,7 % — особи у віці 65 років та старші. Медіана віку мешканця становила 44,7 року. На 100 осіб жіночої статі у селищі припадало 103,7 чоловіків;  на 100 жінок у віці від 18 років та старших — 101,4 чоловіків також старших 18 років.
Середній дохід на одне домашнє господарство  становив 76 194 долари США (медіана — 64 609), а середній дохід на одну сім'ю — 83 913 долари (медіана — 71 413). Медіана доходів становила 50 988 доларів для чоловіків та 35 917 доларів для жінок. За межею бідності перебувало 7,8 % осіб, у тому числі 12,9 % дітей у віці до 18 років та 13,3 % осіб у віці 65 років та старших.
Цивільне працевлаштоване населення становило 1470 осіб. Основні галузі зайнятості: освіта, охорона здоров'я та соціальна допомога — 17,3 %, виробництво — 17,2 %, роздрібна торгівля — 11,6 %, будівництво — 11,0 %.